# Kobbskartunnel
Der Kobbskartunnel (norwegisch Kobbskartunnelen) ist ein Verkehrstunnel in Norwegen. Der einröhrige Straßentunnel liegt zwischen Kobbvatnet und Sildhopen in der Kommune Sørfold der Fylke Nordland. Der Tunnel im Verlauf des Europastraße 6 ist 4457 Meter lang.